# Tenuipalpus smithi
Tenuipalpus smithi är en spindeldjursart som beskrevs av Meyer 1979. Tenuipalpus smithi ingår i släktet Tenuipalpus och familjen Tenuipalpidae. Inga underarter finns listade i Catalogue of Life.